# Otok Oštarijski
Otok Oštarijski – wieś w Chorwacji, w żupanii karlowackiej, w mieście Ogulin. W 2011 roku liczyła 381 mieszkańców.